# Ludwig Mitterpacher von Mitterburg
Ludwig (Ljudevit) Mitterpacher von Mitterburg ( 1734 - 1818 ) fue un físico, agrónomo, botánico, zoólogo , entomólogo húngaro. Mitterpacher fue profesor de Historia natural en Budapest trabajando con el profesor y compañero Matthias Piller (1733–1788).
Escribió Elementa Rei Rusticae en Usum Academiarum regni Hungariae Budae (Elementos de Agricultura, para el uso de las universidades del reino de Hungría en Buda) : Typis Regiae Universitatis, MDCCLXXIX Anno y M. DCC. XCIV (1779 y 1794) (xi + 622 pp. en línea) , un estudio de la teoría y la práctica de la ciencia agrícola. Y en 1783 con Mathias Piller: Iter per Poseganam Sclavoniae provinciam mensibus Junio, Julio et Anno MDCCLXXXII susceptum. Regiae Universitatis, Budapest; una obra de 147 pp. con 16 placas en las que se describen nuevas especies de Coleoptera y de Lepidoptera.

## Algunas publicaciones

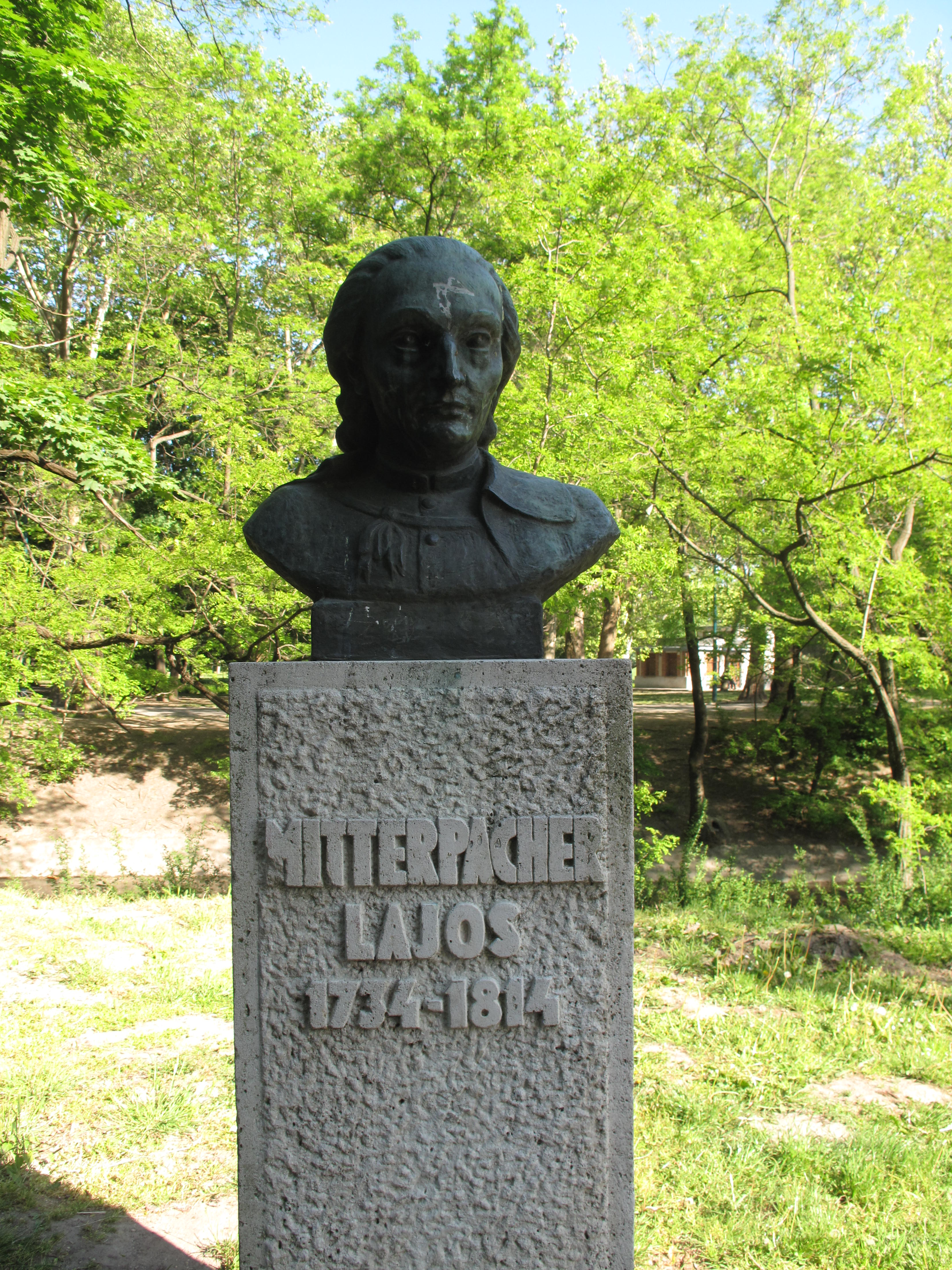
Ludwig Mitterpacher

- 1788. Abhandlung von Leinbau (Tratado de Leinbau)

### Libros
- 1774. Kurzgefat︣e Naturgeschichte der Erdkugel: zum Behufe der Vorlesungen in der K. K. theresianischen Academie (Kurzgefat ︣ e historia natural de la tierra: por el bien de las conferencias en la Academia Teresiana K.K.) 170 pp. En línea

- 1781. Anfangsgründe der physikalischen Astronomie (Los fundamentos de la astronomía física). 340 pp. En línea

- 1784. Elementi d'agricoltura di Lodovico Mitterpacher ...: Tradotti in italiano, e corredati di note relative all' agricoltura milanese... Ed. Nell' Imperial monistero di S. Ambrogio Maggiore. lx + 270 pp. En línea

- 1789. Physikalische Erdbeschreibung (Geografía física). 306 pp. En línea. Reeditó Kessinger Publ. LLC, 2009. 324 pp. ISBN 112008413X

Se poseen siete registros de sus identificaciones y nombramientos de nuevas especies.

## Honores
- Miembro de la "Academia de Ciencias de Bolonia

- La abreviatura «Mitterp.» se emplea para indicar a Ludwig Mitterpacher von Mitterburg como autoridad en la descripción y clasificación científica de los vegetales.[1]